# Tunari (okręg Teleorman)
Tunari – wieś w Rumunii, w okręgu Teleorman, w gminie Botoroaga. W 2011 roku liczyła 244 mieszkańców.